# Clusiella
Clusiella là một chi thực vật có hoa trong họ Calophyllaceae.

## Loài
Chi Clusiella gồm các loài: